# Кук, Куинн
Куи́нн Алекса́ндер Кук (англ. Quinn Alexander Cook; род. 23 марта 1993 года в Вашингтоне, США) — американский профессиональный баскетболист, выступающий за китайский клуб «Фуцзянь Сюньсин». Играет на позиции разыгрывающего защитника. На студенческом уровне выступал за команду университета Дьюка «Дьюк Блю Девилз». Выставлял свою кандидатуру на драфт НБА 2015 года, но не был выбран. Чемпион НБА 2018 года в составе «Голден Стэйт Уорриорз» и 2020 года в составе «Лос-Анджелес Лейкерс».

## Карьера

### Школа
Первые три года Кук отыграл за команду католической школы ДеМата, Хаятсвилл, штат Мэриленд. Во время третьего сезона команда Кука была №1 в штате Мэриленд.
Летом перед последним школьным сезоном Кук объявил о переходе в академию Ок-Хилл, Маут-оф-Уилсон, штат Виргиния. Выпускниками этой школы являются такие известные разыгрывающие, как Брендон Дженнингс, Тай Лоусон и Рэджон Рондо.
В сезоне за Ок-Хилл Кук в среднем набирал 19,1 очка, 10,9 передачи и 2,5 перехвата за игру. По итогам этого сезона Кук был выбран во 2-ю сборную All-American по версии журнала Sporting News. Также Кук стал участником всеамериканского матча McDonald's 2011.
4 ноября 2010 года Кук подписал своё письмо о намерении играть в баскетбол в университете Дьюка. Между Виллановой, УКЛА, Северной Каролиной и Дьюком он выбрал последний, потому что хотел играть в команде Майка Кшижевски.

### Колледж
14 октября 2011 года Кук дебютировал за «Дьюк Блю Девилз». В той игре Кук набрал 7 очков и отдал 2 передачи. Лучший результат в первом сезоне пришёл в матче против команды университета Северной Каролины в Гринсборо, 19 декабря 2011 года Кук набрал 14 очков.

### НБА

#### Кантон Чардж (2015—2017)
Кук выставлял свою кандидатуру на драфт НБА 2015 года, но не был выбран. После этого он играл за «Оклахома-Сити Тандер» в Летней лиге в Орландо и за «Кливленд Кавальерс» в Летней лиге в Лас-Вегасе. 28 сентября Кук подписал контракт с Кливлендом, но 24 октября был отчислен, сыграв в 6 предсезонных матчах. 30 октября он присоединился к команде «Кантон Чардж», фарм-клубу «Кливленда» в Д-Лиге НБА. 14 ноября он дебютировал в матче против «Мэн Ред Клоз», проиграв 106—99, набрав 15 очков, 1 подбор, 1 передачу и 1 перехват за 36 минут. 5 февраля 2016 года Кук попал в состав Восточной команды на матч всех звёзд Д-Лиги НБА 2016 года, заменив травмированного ДеАндре Лиггинса. 11 апреля Кук выиграл приз новичка года Д-Лиги НБА, набирая в среднем 19,6 очка, 3,9 подбора и 5,4 передачи за игру. В конце сезона Кук попал в третью сборную Д-Лиги НБА и в сборную новичков.
В июле 2016 года Кук участвовал в Летней лиге НБА в Лас-Вегасе за сборную Д-Лиги. 24 сентября 2016 года он подписал контракт с «Нью-Орлеан Пеликанс», но 22 октября был отчислен после участия в трёх предсезонных играх. 1 ноября он вернулся в «Кантон Чардж». 18 февраля 2017 года он был назван MVP матча всех звёзд Д-лиги 2017 года, набрав 18 очков и 12 передач.

#### Даллас Маверикс (2017)
26 февраля 2017 года Кук подписал 10-дневный контракт с «Даллас Маверикс». На следующий день Кук дебютировал в НБА, набрав 2 очка, 2 подбора и 2 передачи за 17 минут, в победе над «Майами Хит» со счётом 96—89. 7 марта 2017 года он провёл свою лучшую игру в составе «бродяг», набрав 10 очков в победы над «Лос-Анджелес Лейкерс» со счётом 122—111.
8 марта 2017 года, по истечении 10-дневного контракта с «Маверикс», Кук вернулся к «Чардж».

#### Нью-Орлеан Пеликанс (2017)
19 марта 2017 года Кук подписал 10-дневный контракт с «Нью-Орлеан Пеликанс». 29 марта он подписал второй 10-дневный контракт, а 8 апреля подписал контракт до конца сезона. В тот же день Кук набрал 22 очка, личный рекорд, и 3 передачи в поражении «Голден Стэйт Уорриорз» со счётом 101—123. 25 июля 2017 года «Пеликанс» отчислили Кука.

#### Голден Стэйт Уорриорз (2017—2019)
«Атланта Хокс» подписала Кука на тренировочный сбор, а 13 октября 2017 года отчислила его как одно из предсезонных сокращений команды. 17 октября 2017 года Кук подписал двусторонний контракт с «Голден Стэйт Уорриорз», но 13 ноября 2017 года был вызван из «Санта-Круз Уорриорз». 6 декабря 2017 года Кук впервые вышел в стартовом составе на матч НБА, набрав 8 очков, 3 подбора и 3 передачи в матче против «Шарлотт Хорнетс». 16 марта 2018 года Кук набрал 25 баллов, рекорд карьеры, 4 подбора, 3 передачи и 3 перехвата в поражении «Сакраменто Кингз» со счётом 93—98. На следующий день, Кук обновил этот рекорд, набрав 28 очков, 4 подбора и 4 передачи, в победе над «Финикс Санз» со счётом 124—109. 29 марта 2018 года Кук снова обновил карьерный рекорд, набрав 30 очков, 4 подбора и 3 передачи, в поражении «Милуоки Бакс» со счётом 107—116. Кук продолжал быть одним из ключевых игроков Голден Стэйт во время травмы основного разыгрывающего Стефена Карри. Как результат, 8 апреля 2018 года «Уорриорз» подписали с Куком двухлетнее соглашение, чтобы он смог сыграть в плей-офф. 14 апреля 2018 года Кук дебютировал в плей-офф НБА, набрав 5 очков, 4 подбора, 2 передачи и 1 блок в победе над «Сан-Антонио Спёрс» со счётом 113—92. «Уорриорз» вышли в финал НБА 2018 после победы над «Хьюстон Рокетс» в финале Западной конференции со счётом 4—3. Голден Стэйт стали чемпионами НБА, обыграв в финале «Кливленд Кавальерс» в четырёх играх. В следующем сезоне «Уорриорз» снова вышли в финал НБА, но на этот раз были обыграны «Торонто Рэпторс» в 6 играх. 28 июня 2019 года Голден Стэйт предоставили Куку квалификационное предложение, сделав его ограниченно свободным агентом, но 3 июля отозвали его, сделав Кука неограниченно свободным агентом.

#### Лос-Анджелес Лейкерс (2019—2021)
Летом 2019 года Кук стал свободным агентом. 6 июля Кук подписал контракт с «Лос-Анджелес Лейкерс». 12 октября 2020 года второй раз стал чемпионом НБА. 19 ноября 2020 года было объявлено, что «Лейкерс» расторгли контракт с Куинном. Однако уже 4 декабря 2020 года Кук подписал новый контракт с «Лейкерс».

## Национальная сборная
28 мая 2009 года Кук был вызван в развивающуюся сборную США. Он был членом сборной США U16, выигравшей золотую медаль чемпионата Америки U16 2009 года. Все 5 игр Кук начинал в стартовом составе и набирал в среднем 15,6 очка, 3,6 подбора и 5,0 передач за игру.
Кук также был членом сборной США U17, которая завоевала золотую медаль чемпионата мира U17 2010 года. Все 8 игр Кук начинал в стартовом составе и набирал в среднем 7,5 очка, 3,0 подбора и 7,4 передачи, лучший на турнире, за игру.
16 января 2011 года Кук был выбран в сборную США, которая соревновалась против сборной мира на ежегодном Nike Hoop Summit. Кук набрал 12 очков и 3 передачи за 16 минут, а сборная США одержала победу над сборной мира со счётом 92—80.

## Статистика

### Статистика в НБА
| Сезон                                                                                    | Команда      | Регулярный сезон | Регулярный сезон | Регулярный сезон | Регулярный сезон | Регулярный сезон | Регулярный сезон | Регулярный сезон | Регулярный сезон | Регулярный сезон | Регулярный сезон | Регулярный сезон | Серия плей-офф | Серия плей-офф | Серия плей-офф | Серия плей-офф | Серия плей-офф | Серия плей-офф | Серия плей-офф | Серия плей-офф | Серия плей-офф | Серия плей-офф | Серия плей-офф |
| Сезон                                                                                    | Команда      | GP               | GS               | MPG              | FG%              | 3P%              | FT%              | RPG              | APG              | SPG              | BPG              | PPG              | GP             | GS             | MPG            | FG%            | 3P%            | FT%            | RPG            | APG            | SPG            | BPG            | PPG            |
| ---------------------------------------------------------------------------------------- | ------------ | ---------------- | ---------------- | ---------------- | ---------------- | ---------------- | ---------------- | ---------------- | ---------------- | ---------------- | ---------------- | ---------------- | -------------- | -------------- | -------------- | -------------- | -------------- | -------------- | -------------- | -------------- | -------------- | -------------- | -------------- |
| 2016/17                                                                                  | Даллас       | 5                | 0                | 15,4             | 44,0             | 35,7             | 0,0              | 0,6              | 2,4              | 0,2              | 0,0              | 5,4              | Не участвовал  | Не участвовал  | Не участвовал  | Не участвовал  | Не участвовал  | Не участвовал  | Не участвовал  | Не участвовал  | Не участвовал  | Не участвовал  | Не участвовал  |
| 2016/17                                                                                  | Нью-Орлеан   | 9                | 0                | 12,3             | 53,7             | 50,0             | 66,7             | 0,4              | 1,6              | 0,3              | 0,0              | 5,8              | Не участвовал  | Не участвовал  | Не участвовал  | Не участвовал  | Не участвовал  | Не участвовал  | Не участвовал  | Не участвовал  | Не участвовал  | Не участвовал  | Не участвовал  |
| 2017/18                                                                                  | Голден Стэйт | 33               | 18               | 22,4             | 48,4             | 44,2             | 88,0             | 2,5              | 2,7              | 0,4              | 0,0              | 9,5              | 17             | 0              | 10,3           | 44,8           | 22,6           | 82,4           | 1,4            | 0,6            | 0,2            | 0,1            | 4,8            |
| 2018/19                                                                                  | Голден Стэйт | 74               | 10               | 14,3             | 46,5             | 40,5             | 76,9             | 2,1              | 1,6              | 0,3              | 0,0              | 6,9              | 17             | 0              | 11,4           | 40,0           | 32,4           | 100,0          | 1,1            | 0,7            | 0,2            | 0,1            | 4,2            |
| 2019/20                                                                                  | Лейкерс      | 44               | 1                | 11,5             | 42,5             | 36,5             | 78,6             | 1,2              | 1,1              | 0,3              | 0,0              | 5,1              | 6              | 0              | 4,1            | 50,0           | 50,0           | 100,0          | 0,2            | 0,8            | 0,0            | 0,0            | 2,2            |
| 2020/21                                                                                  | Лейкерс      | 16               | 0                | 3,9              | 46,2             | 38,5             | 80,0             | 0,3              | 0,3              | 0,1              | 0,1              | 2,1              | Не участвовал  | Не участвовал  | Не участвовал  | Не участвовал  | Не участвовал  | Не участвовал  | Не участвовал  | Не участвовал  | Не участвовал  | Не участвовал  | Не участвовал  |
| 2020/21                                                                                  | Кливленд     | 7                | 0                | 13,6             | 40,5             | 46,2             | 100,0            | 1,7              | 1,9              | 0,4              | 0,0              | 6,1              | Не участвовал  | Не участвовал  | Не участвовал  | Не участвовал  | Не участвовал  | Не участвовал  | Не участвовал  | Не участвовал  | Не участвовал  | Не участвовал  | Не участвовал  |
|                                                                                          | Всего        | 188              | 29               | 14,1             | 46,1             | 40,8             | 79,5             | 1,7              | 1,6              | 0,3              | 0,0              | 6,4              | 40             | 0              | 9,8            | 42,9           | 29,0           | 86,4           | 1,1            | 0,7            | 0,2            | 0,1            | 4,1            |
| Наведите курсор мыши на аббревиатуры в заголовке таблицы, чтобы прочесть их расшифровку. |              |                  |                  |                  |                  |                  |                  |                  |                  |                  |                  |                  |                |                |                |                |                |                |                |                |                |                |                |

### Статистика в Джи-Лиге
| Сезон                                                                                    | Команда             | Регулярный сезон | Регулярный сезон | Регулярный сезон | Регулярный сезон | Регулярный сезон | Регулярный сезон | Регулярный сезон | Регулярный сезон | Регулярный сезон | Регулярный сезон | Регулярный сезон | Серия плей-офф | Серия плей-офф | Серия плей-офф | Серия плей-офф | Серия плей-офф | Серия плей-офф | Серия плей-офф | Серия плей-офф | Серия плей-офф | Серия плей-офф | Серия плей-офф |
| Сезон                                                                                    | Команда             | GP               | GS               | MPG              | FG%              | 3P%              | FT%              | RPG              | APG              | SPG              | BPG              | PPG              | GP             | GS             | MPG            | FG%            | 3P%            | FT%            | RPG            | APG            | SPG            | BPG            | PPG            |
| ---------------------------------------------------------------------------------------- | ------------------- | ---------------- | ---------------- | ---------------- | ---------------- | ---------------- | ---------------- | ---------------- | ---------------- | ---------------- | ---------------- | ---------------- | -------------- | -------------- | -------------- | -------------- | -------------- | -------------- | -------------- | -------------- | -------------- | -------------- | -------------- |
| 2015/16                                                                                  | Кантон Чардж        | 43               | 37               | 33,8             | 46,6             | 38,2             | 86,3             | 3,9              | 5,4              | 1,2              | 0,0              | 19,6             | 4              | 4              | 36,3           | 51,4           | 34,6           | 90,0           | 4,8            | 7,3            | 1,5            | 0,3            | 23,5           |
| 2016/17                                                                                  | Кантон Чардж        | 39               | 38               | 38,5             | 47,6             | 37,2             | 89,5             | 4,1              | 6,7              | 1,1              | 0,1              | 26,0             | Не участвовал  | Не участвовал  | Не участвовал  | Не участвовал  | Не участвовал  | Не участвовал  | Не участвовал  | Не участвовал  | Не участвовал  | Не участвовал  | Не участвовал  |
| 2017/18                                                                                  | Санта-Круз Уорриорз | 29               | 29               | 36,0             | 52,4             | 43,7             | 95,8             | 4,6              | 8,1              | 1,0              | 0,3              | 25,4             | Не участвовал  | Не участвовал  | Не участвовал  | Не участвовал  | Не участвовал  | Не участвовал  | Не участвовал  | Не участвовал  | Не участвовал  | Не участвовал  | Не участвовал  |
| 2021/22                                                                                  | Стоктон Кингз       | 11               | 8                | 35,3             | 52,4             | 44,6             | 88,5             | 5,1              | 5,8              | 1,0              | 0,1              | 23,7             | Не участвовал  | Не участвовал  | Не участвовал  | Не участвовал  | Не участвовал  | Не участвовал  | Не участвовал  | Не участвовал  | Не участвовал  | Не участвовал  | Не участвовал  |
|                                                                                          | Всего               | 122              | 112              | 35,9             | 48,9             | 39,9             | 89,9             | 4,2              | 6,5              | 1,1              | 0,1              | 23,4             | 4              | 4              | 36,3           | 51,4           | 34,6           | 90,0           | 4,8            | 7,3            | 1,5            | 0,3            | 23,5           |
| Наведите курсор мыши на аббревиатуры в заголовке таблицы, чтобы прочесть их расшифровку. |                     |                  |                  |                  |                  |                  |                  |                  |                  |                  |                  |                  |                |                |                |                |                |                |                |                |                |                |                |

### Статистика в NCAA
| Сезон | Команда | Conf  | Class | GP  | GS | MPG  | FG%  | 3P%  | FT%  | RPG | APG | SPG | BPG | PPG  |
| --- | ------- | ----- | ----- | --- | -- | ---- | ---- | ---- | ---- | --- | --- | --- | --- | ---- |
| 2011/12 | Дьюк    | ACC   | FR    | 33  | 4  | 11,7 | 40,5 | 25,0 | 77,6 | 1,0 | 1,9 | 0,4 | 0,1 | 4,4  |
| 2012/13 | Дьюк    | ACC   | SO    | 36  | 34 | 33,6 | 41,6 | 39,3 | 87,7 | 3,8 | 5,3 | 1,4 | 0,1 | 11,7 |
| 2013/14 | Дьюк    | ACC   | JR    | 35  | 22 | 29,8 | 43,2 | 37,1 | 82,7 | 2,2 | 4,4 | 1,3 | 0,0 | 11,6 |
| 2014/15 | Дьюк    | ACC   | SR    | 39  | 39 | 35,8 | 45,3 | 39,5 | 89,1 | 3,4 | 2,6 | 1,0 | 0,0 | 15,3 |
| Всего | Всего   | Всего | Всего | 143 | 99 | 28,2 | 43,2 | 37,5 | 85,3 | 2,7 | 3,6 | 1,1 | 0,1 | 11,0 |
| Наведите курсор мыши на аббревиатуры в заголовке таблицы, чтобы прочесть их расшифровку Статистика приведена с сайта sports-reference.com |         |       |       |     |    |      |      |      |      |     |     |     |     |      |